# Zazie Beetz
Zazie Olivia Beetz (Berlim, 1 de junho de 1991) é uma atriz teuto-americana, mais conhecida por seu papel como Vanessa "Van" Keefer no FX série de comédia dramática Atlanta, que a rendeu uma indicação para o Primetime Emmy Award de Melhor Atriz Coadjuvante em série de comédia. Ela também esteve no elenco de Easy, série da Netflix. No cinema, Beetz estrelou como Dana no filme de ação Geostorm (2017) e como a personagem Dominó no filme Deadpool 2 (2018), da Marvel.

## Início da vida
Beetz nasceu no hospital Charité, em Mitte, distrito de Berlim. Seu pai é um fabricante de armários alemão e sua mãe é uma assistente social de origem afro-americana de Nova York. Sua avó materna foi a primeira negra a dirigir um ônibus no estado da Carolina do Sul. Beetz frequentou o jardim de infância e o ensino fundamental em Berlim, mas também foi criada em Manhattan, falando alemão e inglês com sua família em casa. Seu interesse em atuação surgiu durante o ensino fundamental tendo se apresentado teatros comunitários e em peças locais quando criança.  Ao longo de sua adolescência, Beetz seguiu dividindo seu tempo entre suas duas "casas" em países diferentes, trabalhando durante as férias numa loja H&M no Alexa Einkaufszentrum, shopping center de Berlim. Estudou na Muscota New School, na Harlem School of the Arts e na LaGuardia Arts High School. Ela frequentou o Skidmore College, graduando-se com um diploma de bacharelado em Língua Francesa.

## Vida pessoal
Beetz viveu por um ano em Paris, onde aprendeu a falar o idioma local fluentemente e se sentiu "romanticamente apaixonada pelo fato". Ela se identifica publicamente como feminista. Atualmente, reside no Harlem, onde trabalha em filmes baseados em Nova York.

## Filmografia

### Filmes
| Ano  | Título                                  | Função                 | Notas        |
| ---- | --------------------------------------- | ---------------------- | ------------ |
| 2013 | The Crocotta                            | The Crocotta           | Filme curto  |
| 2014 | Feras                                   | Aliada                 | Filme curto  |
| 2015 | James White                             | Menina#1               |              |
| 2015 | Applesauce                              | Rain                   |              |
| 2015 | Ligação Dupla                           | Baily                  | Filme curto  |
| 2015 | 5th & Palisade                          | Detective McBride      | Filme curto  |
| 2016 | Lobos                                   | Victoria               |              |
| 2016 | MBFF: melhor amigo do homem para sempre | Ivana                  | Filme curto  |
| 2017 | Sollers Point                           | Courtney               |              |
| 2017 | Geostorm                                | Dana                   |              |
| 2018 | Porcos Mortos                           | Angie                  |              |
| 2018 | Deadpool 2                              | Neena Thurman / Dominó |              |
| 2018 | Fatias                                  | Astrid                 |              |
| 2019 | Feridas                                 | Alicia                 |              |
| 2019 | High Flying Bird                        | Sam                    |              |
| 2019 | Joker                                   | Sophie Dumond          |              |
| 2019 | Encontre-me em um lugar feliz           | Keysha                 |              |
| 2019 | Seberg                                  | Dorothy Jamal          |              |
| 2022 | Trem-Bala                               | Hornet                 |              |
| TBA  | Contra todos os inimigos                | Dorothy Jamal          | Pós-produção |
| TBA  | Lucy no céu                             | Erin Eccles            | Pós-produção |
| 2024 | Joker: Folie à Deux                     | Sophie Dumond          |              |

### Televisão
| Ano       | Título            | Função               | Notas                                |
| --------- | ----------------- | -------------------- | ------------------------------------ |
| 2016      | Margot vs. Lily   | Allie                | Minissérie de televisão; 4 episódios |
| 2016–2022 | Atlanta           | Vanessa "Van" Keefer | Elenco Principal                     |
| 2016–2017 | Easy              | Noelle               | Papel recorrente; 3 episódios        |
| 2019      | The Twilight Zone | TBA                  | Próxima série                        |

### Prêmios e indicações
| Ano  | Prêmio                | Categoria                                           | Título     | Resultado |
| ---- | --------------------- | --------------------------------------------------- | ---------- | --------- |
| 2018 | Teen Choice Awards    | Prémio Escolha pela Escolha Atriz de Filme de Verão | Deadpool 2 | Indicado  |
| 2018 | Primetime Emmy Awards | Melhor Atriz Coadjuvante em Série de Comédia        | Atlanta    | Indicado  |